# Alexandros Sigkounas
Alexandros Sigkounas (in greco Αλέξανδρος Σιγκούνας?; Amarousio, 7 luglio 1988) è un cestista greco.